# Mesochelifer insignis
Mesochelifer insignis är en spindeldjursart som beskrevs av Giuliano Callaini 1986. Mesochelifer insignis ingår i släktet Mesochelifer och familjen tvåögonklokrypare. Inga underarter finns listade i Catalogue of Life.